# Лалиони
Лалиони (груз. ლალიონი, настоящие имя и фамилия Арсен Антонович Мамулашвили, 23 января 1866, Двабзу, Кутаисская губерния — 17 сентября 1918, Тифлис) — грузинский педагог и писатель-беллетрист, член третьего кружка , член Национального совета Грузии
Двоюродный дядя поэта Иосифа Гришашвили.

## Биография
Родился 23 января 1866 года в селе Двабзу уезда Насатибвари. Его отец Антон, был бедным дворянином , который вскоре умер и оставил после себя жену и четверых детей. Лалион провел свое детство в большой нужде. Его старшая сестра Саша научила его читать и писать. Затем он поступил в Озургетскую городскую школу. Лалион окончил школу в 1883 году и поступил в Тифлисскую учительскую семинарию . По окончании в 1898 году он был назначен школьным учителем в город Шемахи , а оттуда вопреки своей воле переведен в город Нахичевань . Арсен приезжал в родное село каждое лето на каникулы. Пребывая в Гурии , он изучал и наблюдал повседневную жизнь простых гурийцев, обычаи, все это, потом отражал это в своих произведениях. Для Лалиона воздуха Нахичевани оказался невынсимым и он заболел. В 1897 году переехал в Тбилиси, и начал преподавать в Дворянской ( Сатавадазнауро ) гимназии. В 1903 году вместе с Иванэ Гомартели основал частную школу, которая была закрыта в 1906 году. С 1906 года и до самой смерти работал учителем в Верийской высшей начальной школе. В 1918 году недолгое время был членом Национального Совета Грузии.от социал-демократической партии .
26 мая 1918 года подписал Декларацию независимости Грузии.
Похоронен в Дидубийском пантеоне.
Первое произведение — повесть «Разбойник Давладзе» — напечатано в журнале «Моамбе» (Вестник), 1895. В повестях «Происшествие», «В больнице», «Родители», «В театре», «Мечты Эфемии», «Это дни нашего счастья», «Успокоение»
писал о гурийцах, их быте, традициях, о природе Гурии, межчеловеческих отношениях. А также о классовом расслоении в деревне, «оскудении» дворянства и росте капиталистических отношений («Разбойник Давладзе»).  Как и Ниношвили, Лалион описывал жизнь гурийских крестьян, угнетаемых гибнущим поместничеством и имперско-полицейской властью («Участь Бежука») и др., критически показывал патриархальные традиции крестьян, старый быт. Показал жестокие картины карательных отрядов русской империи в Гурии в период реакции (1905—1906).
Лалион был женат на Нино Хеладзе, дочери известного типографа Эквтиме Хеладзе, И имел дочь Тамар.

## Память
Похоронен в Дидубийском пантеоне писателей и общественных деятелей . Его именем названы улицы в Тбилиси и Озургети . В Тбилиси на доме, где жил и работал Лалиони, установлена мемориальная доска. Несколько документов, картин и личных вещей писателя хранятся в Историческом музее Озургети .